# International Hockey League (2017)
International Hockey League (zkráceně IHL) je profesionální balkánská liga ledního hokeje, které se účastní týmy ze Slovinska, Chorvatska a Srbska. Liga vznikla v roce 2017 pro zbytek slovinských týmů, které nepůsobí v ICE Hockey League nebo Alps Hockey League. Liga je pořádána slovinským svazem ledního hokeje. Ze soutěže se nepostupuje a ani nesestupuje, všechny zúčastněné týmy hrají souběžně své národní ligy.
Obhájcem triumfu ze sezóny 2022/23 je slovinský tým HK Acroni Jesenice II.

## Přehled účastníků ligy
- HK Slavija Ljubljana (od 2017)
- HK Triglav Kranj (od 2017)
- HK Celje (2017–2023)
- HK MK Bled (2017–2018, 2020–2022)
- HDK Stavbar Maribor (2017–2018, od 2021)
- Hidria Jesenice (2019–2022)
- HK Olimpija Ljubljana (2021/2022)
- HDD Jesenice II (od 2022)
- KHK Crvena zvezda (2017–2020, od 2021)
- HK Vojvodina Novi Sad (2017–2020, od 2021)
- KHL Mladost Zagreb (2017–2020, 2021/2022)
- KHL Zagreb (2017–2019, 2021/2022)
- KHL Medveščak II (2017–2019)
- KHL Medveščak (2020)
- KHL Medveščak Mladi (2021–20)
- KHL Sisak (od 2021)
- Chorvatsko (2022/2023 společný tým KHL Zagreb, KHL Mladost Zagreb a KHL Medveščak)

## Přehled celkových vítězů v International Hockey League
Zdroj: 
| Klub               | Tituly | Vítězné ročníky  |
| ------------------ | ------ | ---------------- |
| HK Triglav Kranj   | 2      | 2020/21, 2021/22 |
| Acroni Jesenice II | 1      | 2022/23          |
| KHK Crvena zvezda  | 1      | 2018/19          |
| KHL Medveščak II   | 1      | 2017/18          |